# Glee: The Music, Love Songs
Glee: The Music, Love Songs é o quarto EP do elenco da série de televisão americana Glee.  Foi lançado exclusivamente no Target, em 28 de dezembro de 2010. Possui seis músicas relacionadas ao amor, interpretadas pelos personagens da série..

## Faixas
| Edição padrão |                              |                             |         |  |
| N.º           | Título                       | Solos                       | Duração |  |
| 1.            | "Hello, I Love You"          | Cory Monteith               | 2:21    |  |
| 2.            | "The Boy is Mine"            | Amber Riley e Naya Rivera   | 4:53    |  |
| 3.            | "Dream a Little Dream"       | Kevin McHale                | 3:28    |  |
| 4.            | "Tell Me Something Good"     | Matthew Morrison            | 3:14    |  |
| 5.            | "What I Did for Love"        | Lea Michele                 | 3:39    |  |
| 6.            | "Don't Go Breaking My Heart" | Lea Michele e Cory Monteith | 3:42    |  |